# Баняни (община Соколац)
Баняни (на сръбски: Бањани) е село в Босна и Херцеговина, разположено в община Соколац, в ентитета на Република Сръбска. Населението му според преброяването през 2013 г. е 55 души, от тях: 54 (100 %) сърби и 1 (1,81 %) хърватин.

## Население
Численост на населението според преброяванията през годините:
- 1961 – 119 души
- 1971 – 86 души
- 1981 – 57 души
- 1991 – 43 души
- 2013 – 55 души